# Port lotniczy Koksan
Port lotniczy Koksan – port lotniczy położony w powiecie Koksan, w prowincji Hwanghae Północne, w Korei Północnej. Użytkowany w celach wojskowych.

## Drogi startowe i operacje lotnicze
Operacje lotnicze wykonywane są z betonowej drogi startowej:
- RWY 07/25, 2496 × 43 m